# Southsea
Southsea es un suburbio de la ciudad inglesa de Portsmouth, condado de Hampshire, que se localiza en el sudeste de la isla de Portsea. En sus inicios fue un núcleo independiente que debido a su crecimiento se fue transformando en un suburbio residencial de Portsmouth. Hacia 1840 se fundió con Landport y empezó a recibir algunos habitantes de Portsmouth, debido a que las murallas de esta constreñían su crecimiento. En el desarrollo del núcleo urbano durante la década de 1840 fue importante la figura del arquitecto Thomas Ellis Owen, dos veces alcalde de Portsmouth y que ha sido considerado el «virtual creador» de la localidad. En la segunda mitad del siglo XIX se desarrolló como destino turístico de playa.